# Ciudadanía transnacional
La ciudadanía transnacional redefine las nociones tradicionales de ciudadanía y reemplaza las lealtades nacionales singulares de un individuo con la capacidad de pertenecer a múltiples estados nacionales, tal como se hace visible en los ámbitos político, cultural, social y económico. Comparado de la ciudadanía nacional, en la que los individuos interactúan en tales capacidades con un Estado soberano, la ciudadanía transnacional trasciende las fronteras territoriales preestablecidas para crear un significado moderno de "pertenencia" en una sociedad cada vez más globalizada. Aunque las nociones preconcebidas de ciudadanía se dividen a menudo entre formas de identidad nacionales, sociales e individuales, las tres categorías contribuyen al significado de la ciudadanía transnacional. La ciudadanía del Estado puede definirse como un individuo que establece su sentido de pertenencia abrazando los valores liberal-democráticos del Estado en la esfera pública. Cuando se aplica a la ciudadanía transnacional, un individuo tendría la oportunidad de participar cívicamente en múltiples sociedades.
Los ciudadanos transnacionales están marcados por múltiples identidades y lealtades entre dos o más países, todos ellos en los que han creado redes considerables de funciones diferentes. Similar a la cosmopolita, se compone de membresías transnacionales y multicapas en ciertas sociedades. La ciudadanía transnacional se basa en la idea de que un nuevo marco global coherente de subgrupos de identidades nacionales, sustituyendo finalmente a la pertenencia de Estado-nación, es decir, los estados se convierten en intermediarios entre lo local y lo global, y la institucionalización de la ciudadanía transnacional aflojaría los lazos entre los territorios y la ciudadanía y, en última instancia, daría lugar a un posible cambio de la capacidad en la que los individuos interactúan con las instituciones gubernamentales.

## Historia y causas
Algunos relacionan la ciudadanía transnacional con cualquier cambio histórico o fusión de identidades dentro de los estados-nación, pero las concepciones modernas del término han surgido en los últimos veinte años. Muchos atribuyen la evolución del término a la creciente situación de la globalización. La globalización se define por un mayor acceso internacional al sistema mundial de mercado de capitales y una mayor capacidad de comunicación más rápida. Debido a la conveniencia y facilidad de los intercambios internacionales modernos, la globalización se ha convertido en el proceso por el cual las economías internacionales así como los individuos interactúan entre sí. Desde la posguerra fría de 1989, la evolución de la "economía política global" ha dado lugar a "reconfiguraciones masivas de los escenarios mundiales". La globalización transformó un sistema geopolítico confinado en uno que depende en gran medida de múltiples niveles de interacciones locales, nacionales y mundiales. Por ejemplo, la industrialización de China de una sociedad agrícola a una sociedad manufacturera caracterizada por importaciones y exportaciones excesivas contribuye a la necesidad de interconectar sociedades de todos los rincones del mundo. La riqueza que las instituciones privadas experimentaron con la globalización dio lugar a "nuevas extensiones de corporaciones en busca de recursos y mercados lejanos".
Además de producir cambios políticos y económicos sustanciales, la globalización también ha afectado las prácticas sociales y culturales entre las personas. Según estudiosos de la ciudadanía como Andrew Vandenberg, tales actos de globalización finalmente "acabaron con las limitaciones de espacio y tiempo que condicionaban todas las transacciones, prácticas y, por lo tanto, identidades humanas anteriores". Con el crecimiento y la distribución de la tecnología, más personas en todo el mundo han llegado a establecer relaciones personales entre sí. Los antiguos encuentros formales regulados por el Estado son ahora sustituidos por interacciones modernas informales y más frecuentes. Por consiguiente, el rápido crecimiento económico mundial ha dado lugar a migraciones internacionales. En los últimos años, junto con la globalización, el aumento de los casos de migraciones internacionales incontroladas y predominantemente ilegales contribuye a crear oportunidades para el aumento de las identidades transnacionales. Debido a que afloran lazos obvios entre los inmigrantes, sus países de origen y los países de acogida, las ramificaciones cívicas están muy extendidas. Así pues, la inmigración internacional contribuye a aflojar los lazos individuales entre los Estados. Una vez en los países de acogida, los inmigrantes forman redes sociales al tiempo que mantienen vínculos con su patria. Algunas organizaciones funcionan en ambos países, lo que sirve para reforzar aún más la noción de que los migrantes internacionales actúan como ciudadanos transnacionales en múltiples países.

## Analogía
Es importante establecer una distinción entre la ciudadanía transnacional y el multiculturalismo entre los ciudadanos nacionales. Mientras que los ciudadanos transnacionales traen elementos culturales y sociales de sus países de origen a sus países de acogida y viceversa, el multiculturalismo es el resultado de la fusión de diferentes minorías étnicas o pueblos indígenas a una escala reducida de un entorno local particular. Estas interacciones se describen como "identificaciones transversales y siempre mutuamente situacionales". Por lo tanto, tanto las minorías étnicas como las mayorías se entremezclan en un espacio compartido. Todos los diferentes tipos de individuos funcionan dentro del mismo sistema, y eventualmente se forman identidades nacionales colectivas. Por otra parte, los ciudadanos transnacionales viven en el contexto de dos o más sociedades que difieren en tamaño, alcance, poblaciones, leyes, moral y códigos culturales. Mientras que los ciudadanos transnacionales interactúan con los que ya están presentes en cada comunidad respectiva, están funcionando dentro de espacios divergentes. Basan sus interacciones más en la necesidad de reconciliar dos localidades completamente diversas en un contexto más amplio que atraviesa las fronteras internacionales, la política y las formas de vida. 